# 帝国的兴衰
《帝国的兴衰》是中国中央电视台制作的一部5集电视紀錄片（后被剪辑成3集），于2011年制作。该片于2010年2月3日在中国中央电视台纪录频道首播。

## 内容
《帝国的兴衰》是一部深刻探讨大一统的中华帝国兴起与衰亡的电视纪录片，首次以经济学的角度解读了秦汉帝国的兴衰史，探讨为中华帝国带来强盛的制度何以后来无法挽回帝国衰亡的命运，以及掩藏在背后的经济学规律。